# Еозин

Еозин Y

Еозин B

Еози́н — барвник, розчинний у воді, який отримують при дії брому на флуоресцеїн. Має інтенсивно-рожеве забарвлення. Застосовують як гістологічний барвник, а також в копіювальних олівцях, губній помаді, для сенсибілізації фотоматеріалів, як індикатор в аналітичній хімії.
Згідно класифікації IARC еозин належить до класу 3 канцерогенів.

## Етимологія
Назва еозину походить від грецького слова еос «світанок», що також є іменем титану та богині світанку Еос в грецькій міфології.

## Хімічні варіанти
Існують два варіанти еозину — еозин Y (також відомий як еозин жовтий, кислотний червоний 87, С. І. 45380, бромоеозин, бромфлюоресцеїнова кислота, D&C червоний №. 22), що характеризується жовтуватим забарвленням. Еозин Y є тетрабром похідним флюоресцеїну.
Інший варіант еозину має назву еозин В (також відомий як еозин синій, кислотний червоний 91, C.I. 45400, стаффрозин, еозин скарлет, імперіал червоний), що характеризується синюватим забарвленням. Еозин В є дибромо-динітро похідним флюоресцеїну.

## Дивись також
- Фарбування гематоксиліном-еозином